# Der Weg zum Reichtum
Der Weg zum Reichtum ist ein deutsches Stummfilmmelodram von Hubert Moest mit seiner damaligen Ehefrau Hedda Vernon in der Hauptrolle als eine junge Frau, die um jeden Preis nach Wohlstand und gesellschaftlicher Anerkennung strebt.

## Handlung
In Begleitung eines guten Freundes besucht Graf Destinon einen Rummelplatz. Dort tritt auch die Zigeunerin Carmen auf, die den Edelmann mit ihrem exotischen und temperamentvollen Flammentanz begeistert und fasziniert. Fortan bekommt der Graf das Antlitz der exotischen Schönen nicht mehr aus seinem Kopf heraus. Er will ihr aus seiner Verehrung heraus ein wertvolles Schmuckstück schenken, doch ihr eifersüchtiger Gatte Emilio, weist das gräfliche Präsent entrüstet zurück, da er in dem Mann einen zukünftigen Nebenbuhler wähnt. Anlässlich eines anstehenden Festes auf dem Grafenschloss lädt Destinons Mutter das Mädchen zur Feier ein, sodass diese nicht nein sagen kann. Vorsichtshalber begleitet Emilio jedoch seine Frau dorthin. Während er im Dienerzimmer wartet, führt Carmen den erlauchten Gästen ihren berühmten Feuertanz vor und erntet dafür begeisternden Applaus. Als die Zigeunerin danach ins Ankleidezimmer der Gräfin verschwindet, sieht sie auf dem dortige Schminktisch ein wertvolles Collier liegen und nimmt es an sich. Sie geht zu Emilio weiter und drückt in Panik ihr Diebesgut in seine Hand. 
Derweil ist das Verschwinden des Schmucks publik geworden. Umgehend wird nach den Preziosen gefahndet, und als man auf Emilio stößt, wird man rasch fündig. Der gesteht, um seine Frau zu schützen, lange Finger gemacht zu haben und lässt sich dafür verhaften. Wenig später muss er eine Gefängnisstrafe absitzen. Carmen, die sich nun ganz allein um sich und ihr Kind kümmern muss, gerät dadurch finanziell in arge Bedrängnis. Der Graf sieht nun seine Chance gekommen, doch noch die Zigeunerin für sich zu gewinnen und bietet ihr seine (nicht ganz uneigennützige) Hilfe an. Carmen weist diese zurück, denn ihr schlechtes Gewissen gegenüber Emilio treibt sie dazu, ihm während seiner Abwesenheit unbedingt treu bleiben zu wollen. Doch bald kann sie sich und ihr Kind allein nicht mehr versorgen. Dann setzt ihre Zimmerwirtin die Mittellose sogar vor die Tür, und Carmen lebt abgerissen auf der Straße, von der Hand in den Mund. 
Wieder begegnet sie Graf Destinon, und nun gibt sie aus purer Verzweiflung seinem Drängen nach, folgt Destinon auf dessen Schloss und wird schließlich seine Geliebte. Jetzt hat die junge Mutter zwar alles, was sie schon immer für sich erträumt hat, ist aber dennoch tief unglücklich, denn all ihre Gedanken sind bei dem einsitzenden Emilio. Als dieser eines Tages aus der Haft entlassen wird, erfährt er vom angeblichen „tiefen Fall“ seiner Frau. Er eilt auf das Schloss, um wenigstens sein Kind aus den Klauen des Grafen und seiner mutmaßlich „verdorbenen“ Geliebten zu befreien. Nunmehr völlig allein, bleibt Carmen auf dem herrschaftlichen Anwesen zurück. Derweil kehrt Emilio zum Rummel zurück und nimmt seine Tätigkeit als Zirkusartist auf, um für seinen Sohn sorgen zu können. Carmen und ihr gräflicher Gönner entfremden sich in der Zwischenzeit immer mehr, und Destinon beginnt von ihrer Launenhaftigkeit zunehmend genervt zu sein. Bei einem Zirkusbesuch sieht Carmen ihren Gatten und ihren Sohn wieder und weiß nun, dass sie zu beiden zurückkehren muss. Reuevoll lässt sie all den Reichtum hinter sich und geht zu ihrer Familie, die sie wieder in ihren Schoß aufnimmt.

## Produktionsnotizen
Der Weg zum Reichtum entstand wohl im Frühwinter 1915/16, passierte die Zensur im Februar 1916 und wurde im darauf folgenden Monat uraufgeführt. Die Länge des Dreiakters betrug 980 Meter.

## Kritik
In Wiens Kinematographische Rundschau heißt es: „Die lebensvolle Handlung dieses Films zeigt uns Hedda Vernon in der Rolle eines Zigeunermädchens, in dessen Seele ein brennendes Verlangen nach Glanz und Reichtum wohnt. Wir sehen die Künstlerin mit verführerischer Grazie einen Flammen- und Feuertanz ausführen, der die gerundeten Bewegungen ihres schlanken, geschmeidigen Körpers voll zur Geltung bringt.“
Paimann’s Filmlisten resümierte: „Stoff und Szenerie gut. Photos und Spiel sehr gut.“